# Eberhard Weißbarth

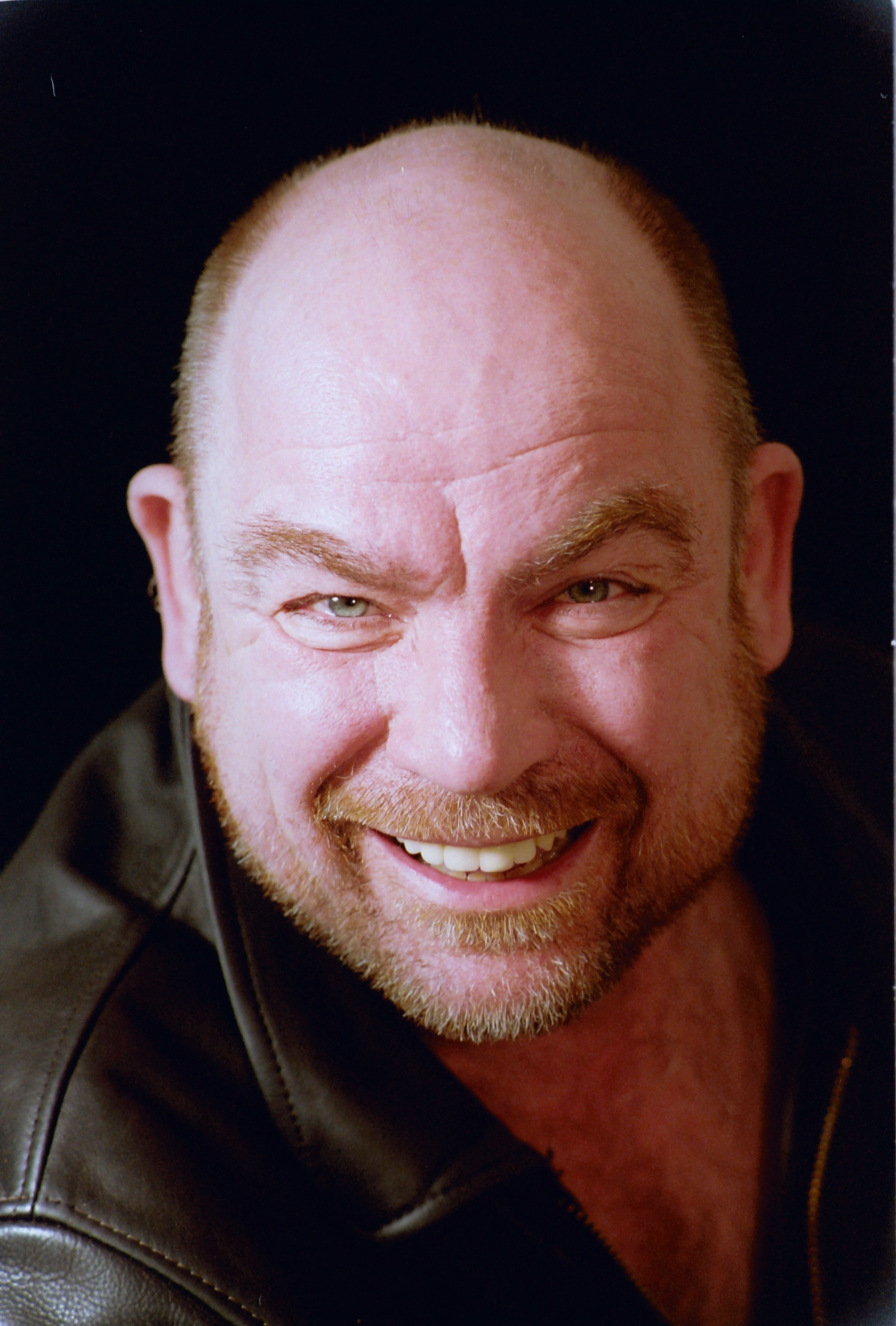
Eberhard Weißbarth (2013)

Eberhard Weißbarth (* 4. August 1948 in Berlin) ist ein deutscher Regisseur, Drehbuchautor, Schauspieler und Synchronsprecher.

## Leben
1964 begann Weißbarth im Alter von 16 Jahren als Synchronsprecher für das Berliner Synchronunternehmen Wenzel Lüdecke zu arbeiten. Er absolvierte eine Ausbildung beim Bezirksamt Berlin-Steglitz und schauspielerte nebenbei. Später nahm er Schauspielunterricht bei Marlise Ludwig. Ab 1981 war er für den Sender Freies Berlin (SFB) als Hörfunk-Nachrichtensprecher tätig. In den Folgejahren arbeitete er als freier Reporter für dessen Fernsehsendung Berliner Abendschau und übernahm dort die Position eines Fernsehansagers.
Während seiner Tätigkeit für den SFB entstanden Weißbarths ersten Kurzfilme. Als Vorbild für seine Regiearbeit gibt er Alfred Hitchcock an, dem er einen Kurzfilm (Exitus, 2013) widmete. In den 1990er Jahren war Weißbarths als Regisseur, Drehbuchautor und Filmproduzent für WDR und RTL tätig. So drehte er unter anderem das RTL-Doku-Fernsehspiel Das Attentat - München 72 (1992), welches von dem Münchner Olympia-Attentat im Jahr 1972 handelt. Insgesamt führte Weißbarth bei rund 100 Filmen Regie und schrieb selbst die Drehbücher. Er produzierte auch zum größten Teil seine Filme selbst. Gleichzeitig arbeitete er weiterhin als Synchronsprecher und hatte kleinere Rollen als Schauspieler wie die eines Lagerverwalters in der Folge Vendetta der TV-Serie Hinter Gittern – Der Frauenknast (2004).
2011 veröffentlichte Weißbarth das Buch Hildegard Knef zwischen gestern und heute beim Verlag Bibliothek der Provinz. Darin beschreibt er seine Erfahrungen mit der Schauspielerin während der Dreharbeiten zu seiner gleichnamigen Fernsehdokumentation, die er anlässlich ihres 65. Geburtstages für die ARD realisiert hatte.
Weißbarth lebte zunächst in Berlin mit zwischenzeitlichem Aufenthalt in Köln, als er für den WDR tätig war. 2018 zog er nach Borne im Landkreis Potsdam-Mittelmark.

## Filmografie (Auswahl)
- 1981: Vis-à-vis (Kurzfilm)
- 1983: Foxi (Kurzfilm)
- 1984: Zwiegespräche (Kurzfilm)
- 1984: Augenblicke (Kurzfilm)
- 1987: 16.00 Uhr-Konditorei Kranzler (Kurzfilm)
- 1986: Orchideen des Wahnsinns (Drehbuch) Kinofilm
- 1987: Waltraud und Heinz Bach-die Sprachlosigkeit eines alternden Ehepaares (WDR-Fernsehspiel)
- 1987: Hilde Teichmann - mein Sohn macht mich noch kaputt (WDR - Fernsehspiel)
- 1987: Gisela Hoffmann - mein Mann versteht mich nicht (WDR - Fernsehspiel)
- 1987: Renate Offermann - warum hat mich meine Tochter verlassen? (WDR - Fernsehspiel)
- 1988: Marianne Herzog - im Zustand tiefer Depression (WDR - Fernsehspiel)
- 1988: Kerstin Wiegand - ich möchte endlich an mich glauben (WDR - Fernsehspiel)
- 1988: Pickwick-Club (SFB - Kinderserie - 25 Folgen )
- 1988: Leben im Alter (WDR - Fernsehspiel - 2 Teiler)
- 1989: Monika Kern - einsam und voller Schuldgefühle (WDR-Fernsehspiel)
- 1989: Rolf Fendel - ich möchte meinen Sohn wiederhaben (WDR-Fernsehspiel)
- 1990: Manfred Rehm - ich fühle mich unverstanden (WDR - Fernsehspiel)
- 1990: Echo (Kurzfilm)
- 1990: Bandenkrieg in Gropiusstadt (Dokumentarfilm)
- 1990: Heimkinder in der DDR (1. Teil)
- 1990: Lebensretter Notarztwagen (Dokumentarfilm)
- 1990: Hildegard Knef zwischen gestern und heute (TV - Dokumentation)
- 1991: Klassenziel nicht erreicht (Kurzfilm)
- 1991: Focus (SFB - Kulturmagazin)
- 1992: Nur eine Zehntelsekunde (RTL - Serie "Notruf")
- 1992: Grubenunglück (RTL-Serie "Notruf")
- 1992: Das Attentat - München 72 (RTL - Spezial - Fernsehspiel)
- 1992: Bielefeld (Deutsche Welle TV - "Schauplatz Deutschland")
- 1992: Gefängnisbrand (RTL - Serie "Notruf")
- 1992: Anna, Schmidt & Oscar (WDR Schulfernsehen - 2. Staffel (13 Folgen))
- 1994: Gute Zeiten, schlechte Zeiten (RTL-Serie)
- 1996: SK Babies (RTL - Fernsehserie)
- 1999: Streit um Drei (ZDF - Fernsehserie)
- 1999: Heimkinder in der DDR (2. Teil - 10 Jahre danach)
- 2013: Exitus (Kurzfilm)

### Als Schauspieler
- 2004: Hinter Gittern – Der Frauenknast (Fernsehserie, eine Folge)
- 2005: Die Türken vor Wien 1529 (MDR - Dokumentarfilm)
- 2007: Oh, Tannenbaum (ARD - Fernsehspiel)
- 2007: Unter Wölfen (ZDF - Serie "Ein starkes Team")
- 2007: Im Meer der Lügen (ARD - 2 Teiler )
- 2013: Exitus (Kurzfilm)

## Veröffentlichungen
- Eberhard Weißbarth: Hildegard Knef zwischen gestern und heute.  Hörbuch mit 2 CDs als Autor und Sprecher. Verl. Publ. P No 1, Bibliothek der Provinz, Weitra 2011, ISBN 978-3-99028-006-5.
- Eberhard Weißbarth: Hildegard Knef-zwischen gestern und heute. Buch mit DVD des gleichnamigen Films. Verl. Publ. P No 1, Bibliothek der Provinz, Weitra 2011, ISBN 978-3-85252-910-3.